# Pulau Kultubai Selatan
Pulau Kultubai Selatan är en ö i Indonesien.   Den ligger i provinsen Moluckerna, i den östra delen av landet, 3 100 km öster om huvudstaden Jakarta. Arean är 5,9 kvadratkilometer.
Terrängen på Pulau Kultubai Selatan är mycket platt. Öns högsta punkt är 22 meter över havet. Den sträcker sig 2,0 kilometer i nord-sydlig riktning, och 7,3 kilometer i öst-västlig riktning.